# Tina Clayton
Pour les articles homonymes, voir Clayton.
Tina Clayton (née le 18 août 2004) est une athlète jamaïcaine, spécialiste des épreuves de sprint.

## Biographie
Elle est la sœur jumelle de Tia Clayton, également sprinteuse.
Lors des championnats du monde juniors de 2021, à Nairobi au Kenya, elle remporte le titre du 100 m en signant un nouveau record personnel en 11 s 09. Elle s'impose quelques jours plus tard dans l'épreuve du relais 4 × 100 mètres en compagnie de Serena Cole, Kerrica Hill et sa sœur Tia en établissant un nouveau record du monde junior en 42 s 94.
Le 17 avril 2022, à l'occasion des Jeux de la Carifta, l'équipe jamaïcaine composée de Serena Cole, Brianna Lyston et des sœurs Clayton établit un nouveau record du monde junior du 4 × 100 m en 42 s 58. Le 24 juin 2022 au cours des championnats de Jamaïque à Kingston, Tina Clayton descend pour la première fois de sa carrière sous les onze secondes sur 100 m en établissant le temps de 10 s 96 (+ 1,0 m/s), nouveau record de Jamaïque junior.

## Palmarès
| Date | Compétition                   | Lieu    | Résultat | Épreuve   | Temps   |
| ---- | ----------------------------- | ------- | -------- | --------- | ------- |
| 2021 | Championnats du monde juniors | Nairobi | 1re      | 100 m     | 11 s 09 |
| 2021 | Championnats du monde juniors | Nairobi | 1re      | 4 × 100 m | 42 s 94 |
| 2022 | Championnats du monde juniors | Cali    | 1re      | 100 m     | 10 s 95 |
| 2022 | Championnats du monde juniors | Cali    | 1re      | 4 × 100 m | 42 s 59 |

## Records
| Épreuve | Temps   | Lieu | Date        |
| ------- | ------- | ---- | ----------- |
| 100 m   | 10 s 95 | Cali | 3 août 2022 |